# Todd Okerlund
Todd Eugene Okerlund (* 6. September 1964 in Hammond, Indiana) ist ein ehemaliger US-amerikanischer Eishockeyspieler, der im Verlauf seiner aktiven Karriere zwischen 1987 und 1988 unter anderem vier Spiele für die New York Islanders in der National Hockey League (NHL) auf der Position des rechten Flügelstürmers bestritten hat. Seinen Karrierehöhepunkt feierte Okerlund im Trikot der US-amerikanischen Nationalmannschaft mit der Teilnahme an den Olympischen Winterspielen 1988 im kanadischen Calgary. Er ist der Sohn des WWE Hall of Famers „Mean Gene“ Okerlund.

## Karriere
Okerlund besuchte, nachdem er im Sommer 1983 die High School in seiner Heimatstadt Burnsville im Bundesstaat Minnesota erfolgreich abgeschlossen hatte und bereits während dieser Zeit im NHL Entry Draft 1982 in der achten Runde an 168. Stelle von den New York Islanders aus der National Hockey League (NHL) ausgewählt worden war, zwischen 1983 und 1987 die University of Minnesota. Dort spielte er parallel zu seinem Studium für die folgenden vier Jahre in der Universitätsmannschaft, den Minnesota Golden Gophers, die in der Western Collegiate Hockey Association (WCHA), einer Division im Spielbetrieb der National Collegiate Athletic Association (NCAA) beheimatet waren. Ebenso vertrat er in diesem Zeitraum die U20-Nationalmannschaft der Vereinigten Staaten bei der Junioren-Weltmeisterschaft 1984 in Schweden. Das vierte Jahr des Flügelstürmers an der Universität war jedoch von einer schweren Knieverletzung überschattet. Aufgrund eines doppelten Kreuzbandrisses im Oktober 1986 absolvierte er lediglich vier Saisonspiele.
Nach der Genesung ließ sich Okerlund im Sommer 1987 vom US-amerikanischen Eishockeyverband USA Hockey rekrutieren, mit deren Auswahlmannschaft er sich im Verlauf der Saison 1986/87 auf die Olympischen Winterspiele 1988 im kanadischen Calgary vorbereitete. Schließlich schaffte der Angreifer den Sprung in den Olympiakader und kam dort in drei Partien zum Einsatz. Nach den Olympischen Spielen wechselte Okerlund in die Organisation der New York Islanders und bestritt bis zum Saisonende vier NHL-Spiele für die Islanders. Ebenso kam er 13-mal für deren Farmteam, die Springfield Indians, in der American Hockey League (AHL) zu Einsätzen. Aufgrund anhaltender Probleme mit seinem rechten Knie in Folge der schweren Verletzung beendete der 23-Jährige seine aktive Karriere im Sommer 1988 vorzeitig.

## Erfolge und Auszeichnungen
- 1986 WCHA All-Academic Team

## Karrierestatistik

### International
Vertrat die USA bei:
- Junioren-Weltmeisterschaft 1984
- Olympischen Winterspielen 1988

(Legende zur Spielerstatistik: Sp oder GP = absolvierte Spiele; T oder G = erzielte Tore; V oder A = erzielte Assists; Pkt oder Pts = erzielte Scorerpunkte; SM oder PIM = erhaltene Strafminuten; +/− = Plus/Minus-Bilanz; PP = erzielte Überzahltore; SH = erzielte Unterzahltore; GW = erzielte Siegtore; 1 Play-downs/Relegation; Kursiv: Statistik nicht vollständig)